# 25639 Fedina
25639 Fedina (tên chỉ định: 2000 AV64) là một tiểu hành tinh vành đai chính. Nó được phát hiện bởi dự án Nghiên cứu tiểu hành tinh gần Trái Đất Lincoln ở Socorro, New Mexico, ngày 4 tháng 1 năm 2000. Nó được đặt theo tên Ksenia G. Fedina, a Russian high school student whose chemistry project won second place ở the 2009 Giải thưởng Khoa học và Kỹ thuật Intel.